# HD 101151
HD 101151，又名BD+34 2242，SAO 62635、HR 4482，是一颗恒星，视星等为6.27，位于銀經186.02，銀緯73.02，其B1900.0坐标为赤經11h 33m 15.6s，赤緯+34° 73.02′ 47″。